# Tulivu-Donna Cumberbatch

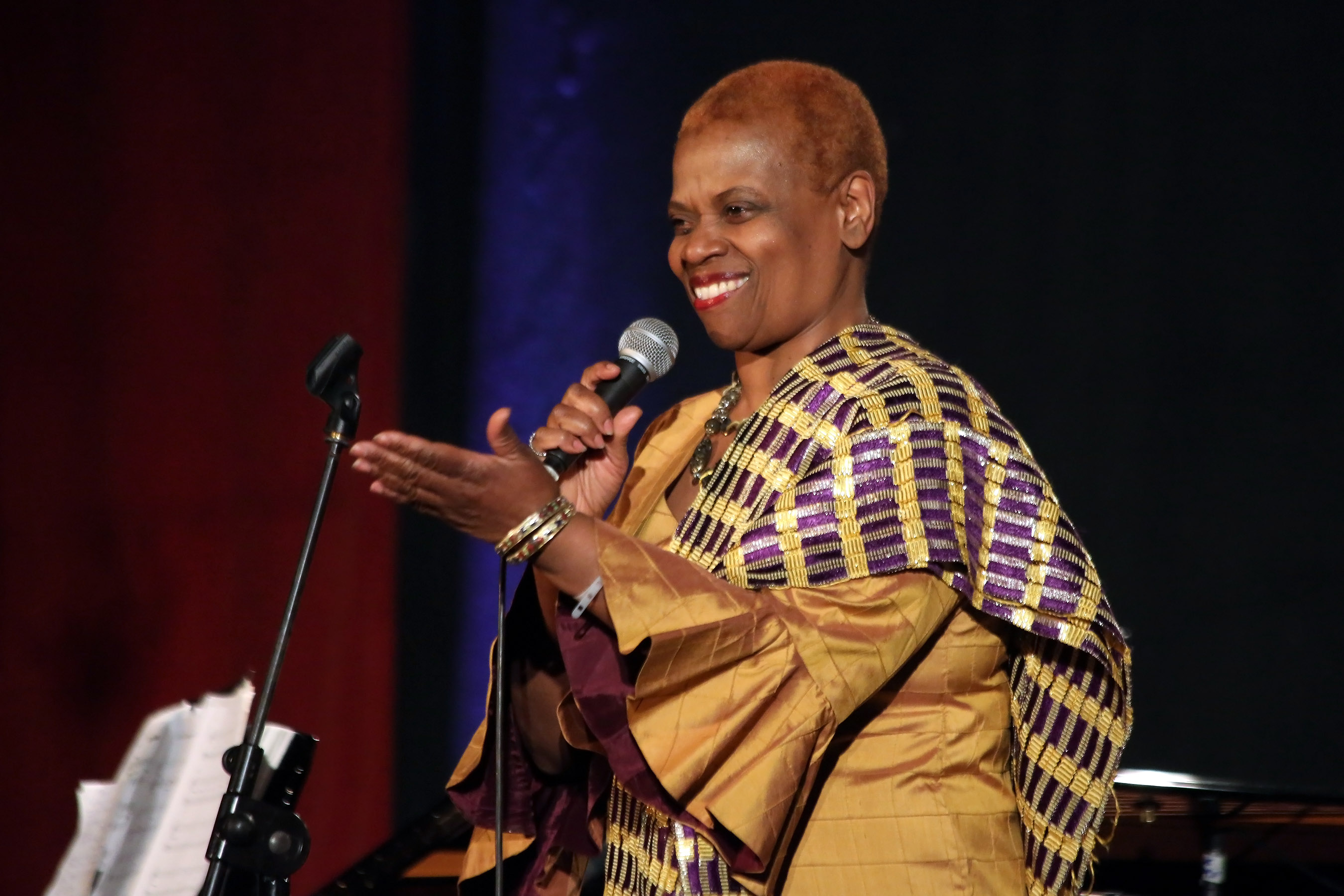
Tulivu-Donna Cumberbatch (2013)

Tulivu-Donna Cumberbatch (* 28. Juli 1950 in Brooklyn; † 17. Januar 2022 ebenda) war eine amerikanische Jazzsängerin.

## Leben und Wirken
Cumberbatch wuchs in einer Musikerfamilie auf; ihr Vater war der Baritonsaxophonist Harold Cumberbatch. Ihre Vornamen Donna Lynn erhielt sie nach dem Stück „Donna Lee“ von Charlie Parker. Schon als Kind sang sie im Kirchenchor, dann dem All City High School Chorus, um dann am Herbert H. Lehman College zu studieren. Sie steht in der Tradition von Sarah Vaughan, Ella Fitzgerald, Carmen McRae und Gloria Lynne.
Cumberbatch legte ab 1990 drei Alben bei Ki-Ki Records unter eigenem Namen vor. Zu ihrem Magnificent Trio, mit dem sie langjährig auftrat, gehörten der Schlagzeuger Mark Johnson, der Bassist Rachiim Ausar-Sahu und der Pianist Rod Williams (zuvor Donald Smith). Weiterhin trat mit dem Harlem Renaissance Orchestra ( Pragmatic Optimism) und dem Brooklyn Philharmonic Orchestra auf und sang in den Symphonien Children of the Fire und Flames of South Africa von Hannibal Lokumbe, aber auch neben dem Kronos Quartet in seiner Suite Fannie Lou Hamer. 2019 führte sie A Suite for Malcolm: The Resurrection Tone Poems auf, komponiert von Rachiim Ausar-Sahu. Weiterhin arbeitete sie mit John Hicks, Diedre Murray, Lonnie Plaxico, Onaje Allan Gumbs, Curtis Lundy, Cecil Brooks III, Steve Wilson, Andy Bey, Al Harewood, Cecil Payne und Romero Lubambo.
Cumberbatch hat zahlreiche Tourneen unternommen, unter anderem in der Karibik, in Europa, Nordamerika, Westafrika, Russland und Japan. 2013 trat sie mit dem eigenen Quartett auf dem Inntöne Jazzfestival auf. Dem japanischen und amerikanischen Publikum bekannt wurde sie auch durch ihre Zusammenarbeit mit der japanischen Komponistin und Arrangeurin Yōko Kanno auf deren Album Song to Fly, insbesondere aber durch ihre Mitwirkung an deren Soundtracks für die Zeichentrickserie Cowboy Bebop. Sie starb im Kreis ihrer Familie mit unbekannter Todesursache im Alter von 71 Jahren.

## Diskographische Hinweise
- Harmony (Ki-Ki 1990)
- Lullabies in the Key of Life – For the Child in All of Us (Ki-Ki 1997)
- Daughters of the Nile (Ki-Ki 1999)
- Seasoned Elegance (2011)
- Come Sunday (2015, EP)